# Ptiloris
Ptiloris (Swainson, 1825) é um género de aves do paraíso, constituído por quatro espécies. Os membros deste género podem ser encontrados nas selvas australianas e da Nova Guiné.

## Espécies
- Ptiloris magnificus
- Ptiloris intercedens
- Ptiloris paradiseus
- Ptiloris victoriae